# Симович, Зоран
Зо́ран Си́мович (сербохорв. Зоран Симовић / Zoran Simović; 2 ноября 1954, Мойковац, ФНРЮ) — югославский футболист, вратарь.

## Ранние годы
Зоран Симович родился 2 ноября 1954 года в городке Мойковац на севере Черногории. Его родители, Вукол и Милка Симовичи, — этнические сербы. У Зорана было три брата: Никола, Борк и Веселин. Футболом Зоран увлёкся в детстве, когда тётка Рада подарила племянникам три футбольных мяча. В 1965 году семейство переехало в сербский город Крушевац, жило небогато, на съёмных квартирах. Зоран вскоре оказался в детской команде местного футбольного клуба «Траял», а в 1969 году перешёл в другой местный клуб, «Напредак».

## Клубная карьера
В 1975 году Симович попал в основной состав «Напредака», выступавшего в то время во втором дивизионе чемпионата Югославии. Дважды при нём клуб выигрывал Вторую лигу Югославии и выходил в первую, где Симович был основным вратарём.
Хорошо проявив себя в играх на «Напредак», Зоран в 1980 году перешёл в хорватский клуб «Хайдук» из города Сплит. Симович пришёл в команду как основной вратарь, но после первого сезона проиграл конкуренцию молодому воспитаннику клуба Ивану Пудару. Лишь в 1983 году Симович закрепился в основном составе и провёл лучший сезон югославского этапа своей карьеры. Вместе с «Хайдуком» он в сезоне 1983/84 выиграл Кубок Югославии, а в Кубке УЕФА его клуб дошёл до полуфинала, где в упорной борьбе уступил английскому «Тоттенхэм Хотспур». По итогам голосования, проведённого газетой «Вечерние новости», Симович был признан лучшим футболистом 1983 года в Югославии.
Летом 1984 года Симовича пытались приобрести английские клубы «Тоттенхэм Хотспур» и «Ноттингем Форест». С одним из них он даже заключил контракт, но переезд в Англию не состоялся из-за сложностей с получением разрешения на работу. Тогда Зоран перешёл в турецкий «Галатасарай». Там он провёл шесть лет, дважды выиграв национальный чемпионат, один раз Кубок Турции и дважды Кубок президента. Три года подряд Симовича признавали лучшим игроком чемпионата Турции. В 1990 году 36-летний вратарь принял решение о завершении игровой карьеры. Позднее ему была предложена должность в тренерском штабе Карла-Хайнца Фельдкампа, от которой Симович отказался.

## Выступления за сборную
Осенью 1983 года тренер национальной сборной Югославии Тодор Веселинович вызвал Симовича в команду накануне решающих матчей отборочного турнира к чемпионату Европы. Дебют Зорана состоялся 12 октября 1983 года в матче с норвежцами, которых югославы обыграли со счётом 2:1. Симович защищал ворота сборной и в решающем матче с Болгарией, победа над которой со счётом 3:2 позволила югославской сборной попасть на чемпионат Европы. Финальный турнир Симович начинал в качестве основного вратаря, но в первом матче с Бельгией пропустил два гола, забить югославы не смогли. На следующий матч с командой Дании место в воротах сборной занял Томислав Ивкович, пропустивший в итоге пять голов в свои ворота. В последнем матче группового этапа со сборной Франции вновь играл Симович. Югославы эту игру вновь проиграли и выбыли из турнира. После выступлений на провальном чемпионате Европы Симович за сборную Югославии больше не играл.

## Статистика

### Клубная статистика
| Выступление      | Выступление      | Выступление      | Лига | Лига | Еврокубки | Еврокубки | Итого | Итого |
| Клуб             | Лига             | Сезон            | Игры | Голы | Игры      | Голы      | Игры  | Голы  |
| ---------------- | ---------------- | ---------------- | ---- | ---- | --------- | --------- | ----- | ----- |
| Напредак         | II               | 1975/76          | 8    | 0    | —         | —         | 8     | 0     |
| Напредак         | I                | 1976/77          | 18   | 0    | —         | —         | 18    | 0     |
| Напредак         | II               | 1977/78          | 16   | 1    | —         | —         | 16    | 1     |
| Напредак         | I                | 1978/79          | 33   | 0    | —         | —         | 33    | 0     |
| Напредак         | I                | 1979/80          | 33   | 0    | —         | —         | 33    | 0     |
| Напредак         | Итого            | Итого            | 108  | 1    | 0         | 0         | 108   | 1     |
| Хайдук (Сплит)   | I                | 1980/81          | 27   | 0    | —         | —         | 27    | 0     |
| Хайдук (Сплит)   | I                | 1981/82          | 6    | 0    | 0         | 0         | 6     | 0     |
| Хайдук (Сплит)   | I                | 1982/83          | 19   | 0    | 2         | 0         | 21    | 0     |
| Хайдук (Сплит)   | I                | 1983/84          | 32   | 0    | 10        | 0         | 42    | 0     |
| Хайдук (Сплит)   | Итого            | Итого            | 83   | 0    | 12        | 0         | 95    | 0     |
| Галатасарай      | I                | 1984/85          | 28   | 0    | 0         | 0         | 28    | 0     |
| Галатасарай      | I                | 1985/86          | 36   | 0    | 4         | 0         | 40    | 0     |
| Галатасарай      | I                | 1986/87          | 33   | 0    | 2         | 0         | 35    | 0     |
| Галатасарай      | I                | 1987/88          | 33   | 0    | 2         | 0         | 35    | 0     |
| Галатасарай      | I                | 1988/89          | 31   | 0    | 8         | 0         | 39    | 0     |
| Галатасарай      | I                | 1989/90          | 31   | 0    | 2         | 0         | 33    | 0     |
| Галатасарай      | Итого            | Итого            | 192  | 0    | 18        | 0         | 210   | 0     |
| Всего за карьеру | Всего за карьеру | Всего за карьеру | 383  | 1    | 30        | 0         | 413   | 1     |

1. ↑  Лига чемпионов УЕФА, Кубок УЕФА, Кубок обладателей кубков УЕФА.

### Матчи за сборную
| №  | Дата            | Оппонент   | Счёт | Пр. голы | Соревнование              |
| -- | --------------- | ---------- | ---- | -------- | ------------------------- |
| 1  | 12 октября 1983 | Норвегия   | 2:1  | 1        | Отборочный турнир ЧЕ-1984 |
| 2  | 26 октября 1983 | Швейцария  | 0:2  | 2        | Товарищеский матч         |
| 3  | 12 ноября 1983  | Франция    | 0:0  | 0        | Товарищеский матч         |
| 4  | 14 декабря 1983 | Уэльс      | 1:1  | 1        | Отборочный турнир ЧЕ-1984 |
| 5  | 21 декабря 1983 | Болгария   | 3:2  | 2        | Отборочный турнир ЧЕ-1984 |
| 6  | 31 марта 1984   | Венгрия    | 2:1  | 0        | Товарищеский матч         |
| 7  | 2 июня 1984     | Португалия | 3:2  | 2        | Товарищеский матч         |
| 8  | 7 июня 1984     | Испания    | 1:0  | 0        | Товарищеский матч         |
| 9  | 13 июня 1984    | Бельгия    | 0:2  | 2        | ЧЕ-1984 (групповой этап)  |
| 10 | 19 июня 1984    | Франция    | 2:3  | 3        | ЧЕ-1984 (групповой этап)  |

Итого: сыграно матчей: 10 / пропущено голов: 13; «сухие» матчи: 3; победы: 5, ничьи: 2, поражения: 3.

## Достижения

### Командные
- Чемпион Турции (2): 1986/87, 1987/88
- Обладатель Кубка Турции: 1984/85
- Обладатель Кубка Югославии: 1983/84
- Обладатель Кубка президента Турции (2): 1987, 1988
- Победитель Второй лиги Югославии (2): 1975/76, 1977/78

### Личные
- Футболист года в Югославии: 1983
- Футболист года в Турции (3): 1985, 1986, 1987